# Želetavka
 (juin 2015).
Si vous disposez d'ouvrages ou d'articles de référence ou si vous connaissez des sites web de qualité traitant du thème abordé ici, merci de compléter l'article en donnant les références utiles à sa vérifiabilité et en les liant à la section « Notes et références ».
La Želetavka est une rivière de Tchéquie longue de 55 km qui est un affluent de la Thaya, et donc un sous-affluent du Danube, par la Morava.